# New York Film Critics Circle Awards 1949
La 15ª edizione della cerimonia dei New York Film Critics Circle Awards, annunciata il 27 dicembre 1949, si è tenuta il 5 febbraio 1950 ed ha premiato i migliori film usciti nel corso del 1949.

## Vincitori

### Miglior film
- Tutti gli uomini del re (All the King's Men), regia di Robert Rossen

### Miglior regista
- Carol Reed - Idolo infranto (The Fallen Idol)

### Miglior attore protagonista
- Broderick Crawford - Tutti gli uomini del re (All the King's Men)

### Miglior attrice protagonista
- Olivia de Havilland - L'ereditiera (The Heiress)

### Miglior film in lingua straniera
- Ladri di biciclette, regia di Vittorio De Sica • Italia